# Kabinett Hashimoto I
Das erste Kabinett Hashimoto (jap. 第1次橋本内閣, dai-ichiji Hashimoto naikaku) regierte Japan unter Führung von Premierminister Ryūtarō Hashimoto vom 11. Januar 1996 bis zum 7. November desselben Jahres. Sein Vorgänger Murayama Tomiichi von der Sozialistischen Partei Japans (SPJ; am 19. Januar 1996 umbenannt in Sozialdemokratische Partei (SDP)), der seit 1994 die Regierungskoalition mit der Liberaldemokratischen Partei (LDP) und der Neuen Partei Sakigake geführt hatte, erklärte am 5. Januar 1996 seinen Rücktritt. Hashimoto, seit Oktober 1995 LDP-Vorsitzender, wurde daraufhin am 11. Januar 1996 im Shūgiin, dem Unterhaus, mit 288 zu 167 Stimmen gegen Ichirō Ozawa (Neue Fortschrittspartei) zum Premierminister gewählt und im Sangiin, dem Oberhaus, bestätigt.
Dem Kabinett gehörten bei Amtsantritt 18 Shūgiin-, zwei Sangiin-Abgeordnete und ein nicht abgeordneter Staatsminister an. Gleichzeitig mit dem Beginn der Amtszeit der Minister traten die stellvertretenden Chefkabinettssekretäre (Kazō Watanabe, Teijirō Furukawa) und der Leiter des Legislativbüros des Kabinetts (Masasuke Ōmori) ihre Ämter an.
Das Kabinett blieb bis zum 7. November 1996 im Amt, als Hashimoto nach der Shūgiin-Wahl 1996 erneut zum Premierminister gewählt wurde und mit seinem zweiten Kabinett eine LDP-Minderheitsregierung bildete.

## Staatsminister
| Amt                                                                                              | Name               | Bild              | Kammer  | Fraktion | Faktion   |
| ------------------------------------------------------------------------------------------------ | ------------------ | ----------------- | ------- | -------- | --------- |
| Premierminister                                                                                  | Ryūtarō Hashimoto  | Ryūtarō Hashimoto | Shūgiin | LDP      | (Obuchi)  |
| Justizministerin                                                                                 | Ritsuko Nagao      |                   | —       | —        | —         |
| Außenminister                                                                                    | Yukihiko Ikeda     | Yukihiko Ikeda    | Shūgiin | LDP      | Miyazawa  |
| Finanzminister Vizepremierminister                                                               | Wataru Kubo        |                   | Shūgiin | SDP      |           |
| Bildungsminister                                                                                 | Mikio Okuda        | Mikio Okuda       | Shūgiin | LDP      | Miyazawa  |
| Gesundheits- und Sozialminister                                                                  | Naoto Kan          | Naoto Kan         | Shūgiin | NPS      | —         |
| Minister für Landwirtschaft, Forsten und Fischerei                                               | Ichizō Ōhira       |                   | Shūgiin | LDP      | Obuchi    |
| Minister für Internationalen Handel und Industrie                                                | Shumpei Tsukahara  |                   | Shūgiin | LDP      | Mitsuzuka |
| Verkehrsminister                                                                                 | Yoshiyuki Kamei    | Yoshiyuki Kamei   | Shūgiin | LDP      | Watanabe  |
| Postminister                                                                                     | Ichirō Hino        | Ichirō Hino       | Shūgiin | SDP      |           |
| Arbeitsminister                                                                                  | Takanobu Nagai     |                   | Shūgiin | SDP      |           |
| Bauminister                                                                                      | Eiichi Nakao       |                   | Shūgiin | LDP      | Watanabe  |
| Innenminister Vorsitzender der Nationalen Kommission für Öffentliche Sicherheit                  | Hiroyuki Kurata    |                   | Sangiin | LDP      | —         |
| Chefkabinettssekretär                                                                            | Seiroku Kajiyama   |                   | Shūgiin | LDP      | Obuchi    |
| Leiter der Behörde für Management und Koordination                                               | Sekisuke Nakanishi |                   | Shūgiin | SDP      |           |
| Leiter der Verteidigungsbehörde                                                                  | Hideo Usui         | Hideo Usui        | Shūgiin | LDP      | Kōmoto    |
| Leiter des Wirtschaftsplanungsamts                                                               | Shussei Tanaka     |                   | Shūgiin | NPS      | —         |
| Leiter der Behörde für Wissenschaft und Technologie                                              | Hidenao Nakagawa   | Hidenao Nakagawa  | Shūgiin | LDP      | Mitsuzuka |
| Leiter der Umweltbehörde                                                                         | Sukio Iwatare      |                   | Shūgiin | SDP      |           |
| Leiter der Behörde für Staatsland                                                                | Kazumi Suzuki      | Shūgiin           | SDP     |          |           |
| Leiter der Behörde für die Entwicklung Hokkaidōs Leiter der Behörde für die Entwicklung Okinawas | Saburō Okabe       |                   | Sangiin | LDP      | Obuchi    |

Anmerkung: Der Premierminister und Parteivorsitzende gehörte während seiner Amtszeit offiziell keiner Faktion an.